# Ramón Ojeda San Miguel
Ramón Ojeda San Miguel (Miranda de Ebro) es un historiador español, profesor de la Universidad del País Vasco, que ha publicado decenas de títulos de historia y antropología. También es presidente de la Asociación de los Amigos de la Historia y de la Mar de Castro Urdiales, Cantabria.

## Libros publicados (selección)
- 1983. Caminando por la historia de Miranda[3]
- "Viñedos y vino chacolí en la historia de Miranda de Ebro", Miranda de Ebro, 1987 (escrito con Jesús Alberto Ruiz Larrad) (ISBN: 84-404-0190-6)[4]
- "Cauce y molinos harineros en Miranda de Ebro", Miranda de Ebro, 1994
- "El Puerto de Castro Urdiales. Recursos técnicos, Transporte y Comercio (1163 – 1850)", Castro Urdiales, 2001
- "Notas históricas del Noble Cabildo de Pescadores y Mareantes de San Andrés y San Pedro de Castro Urdiales", Bilbao, 2003
- "Obras de ampliación y mejora del puerto de Castro Urdiales (1831 – 1928). Historia de un empeño centenario", Castro Urdiales, 2003
- "Barcos tradicionales de pesca en Castro Urdiales: las lanchas besugueras y boniteras";. Castro Urdiales, 2004
- "Barcos de pesca astilleros de Castro Urdiales (Estudios)", Castro Urdiales, 2004
- "Pescadores de Castro Urdiales. Estudio histórico del sector pesquero tradicional (siglos XII – XIX)", Castro Urdiales, 2004
- "Barcos en la historia pesquera de Castro Urdiales: “La difícil introducción del vapor (1902 – 1949)", Castro Urdiales, 2004
- "Crecimiento pesquero, novedades técnicas y tensas transformaciones: Castro Urdiales, 1850 – 1890 (Una visión a través de los fondos documentales de la Ayudantía de Marina)", Castro Urdiales, 2005
- "De la vida, mentalidad y costumbres de los pescadores de Castro Urdiales", Castro Urdiales, 2005.
- Los molinos de Miranda de Ebro y su comarca[5]